# Rattenkönig (Roman)
Rattenkönig (engl. Originaltitel King Rat) ist ein von James Clavell 1962 veröffentlichter und 1965 unter dem Titel Sie nannten ihn King verfilmter Erstroman, in dem er den Kampf der alliierten Gefangenen um das Überleben in einem japanischen Gefangenenlager in Singapur beschreibt. James Clavell verarbeitet in dem Roman eigene Erfahrungen im Kriegsgefangenenlager Changi und einer der Hauptcharaktere, Peter Marlowe, ist an ihn selbst angelehnt.
Der Roman ist der zuerst veröffentlichte, chronologisch vierte Teil der sechsteiligen Asien-Serie.

## Handlung
Peter Marlowe ist ein britischer Pilot der RAF, der sich 1942 nach Einnahme der Insel durch die Japaner ein halbes Jahr auf Java in einem Dorf versteckt hat, schließlich aber in Kriegsgefangenschaft gerät. Es ist jetzt das frühe 1945 und seit einem Jahr ist er nach Changi verlegt. Wegen seiner auf Java erworbenen Kenntnisse in Malaiisch fällt er dem „King“, einem amerikanischen Korporal und dem erfolgreichsten Schwarzmarkthändler Changis auf, der versucht, mit ihm eine zunächst geschäftlich inspirierte Freundschaft zu schließen. Zwischen beiden entsteht trotz kultureller Unterschiede tatsächlich eine gewisse Vertrautheit und King zieht Marlowe bald tief in seine vielzähligen Geschäfte hinein. Ein von King im Laufe der Erzählung ersonnenes und von den Amerikanern seiner Baracke umgesetztes geschäftliches Projekt wird eine Rattenfarm, um das Fleisch der Tiere als Kaninchenfleisch deklariert an Offiziere zu verkaufen.
Während King mit dem durch die Japaner verbotenen Handel von Informationen, Essen, Kleidung und den wenigen verbliebenen Wertgegenständen sein Leben und das der für und mit ihm arbeitenden Personen vergleichsweise angenehm erhält, leiden alle anderen Gefangenen unter Mangelernährung, Krankheiten und haben keinerlei ordentliche Kleidung. Zu Changi gibt es nur noch eine Steigerung: das Utram Road Gefängnis, von wo die Verurteilten nur als lebende Leichen zurückkehren. King ist trotz seiner völlig unbedeutenden militärischen Stellung zu einem wichtigen Machtfaktor im Gefangenenlager geworden, an den sogar höhere Offiziere herantreten, damit er Geschäfte mit den koreanischen Wärtern und Einwohnern des nächstgelegenen Dorfes vermittelt.
Der Überlebenskampf der Gefangenen wird in seinen Extremen dargestellt. Während einige mutig und mitfühlend für ihre Kameraden eintreten, stehlen andere ihren Mitgefangenen Essen und schrecken nicht vor Gewalt gegeneinander zurück. Selbst höchste Offiziere verschwören sich, um systematisch bei der Verteilung Essen beiseitezuschaffen.
Wegen seines Erfolges wird King vom Militärpolizisten des Lagers, Robin Grey, zunehmend obsessiv verfolgt. Grey versucht die militärische Disziplin im Lager aufrechtzuerhalten und fühlt sich durch die offene Missachtung der japanischen Lagerregeln durch King und Marlowe provoziert. Grey, der aus einer Arbeiterfamilie stammt, verachtet und beneidet doch den alten britischen Militäradel, dem auch Marlowe entstammt und versucht sich, allein durch Ausnutzung seiner Position und strikter Befolgung der Regeln, nach oben zu arbeiten.
Im Laufe der Erzählung kommen sich King und Marlowe durch ihre gemeinsamen Unternehmungen sehr nahe und Marlowe lernt von King vor allem die Wertschätzung anderer für ihre Leistung, unabhängig von ihrer gesellschaftlichen Stellung.
Changi wird am Ende des Romans befreit. Durch illegal betriebene Radios wissen die Gefangenen seit einer Weile von den Erfolgen der Alliierten. Die kleine Welt mit ihren eigenen Regeln bricht auseinander, während die Insassen sich über sich selbst und ihre Handlungen klar werden müssen.

## Figuren
Hauptfiguren sind:
- Flight Lieutenant Peter Marlowe; junger britischer Pilot der RAF aus einer alten Militärfamilie (seit 1720)
- King; junger amerikanischer Korporal
- Lieutenant, später Captain Robin Grey; ein 24-jähriger britischer Offizier bürgerlicher Herkunft und Provost Marshal

Nebenfiguren:
- Tex, Max, Dino, Miller, Brough, Byron Jones III; Hüttenkameraden und Komplizen des Kings
- Colonel Larkin, Major McCoy; Hüttenkameraden Marlowes und Betreiber eines Radios
- Cheng Sang; chinesischer Schwarzmarkthändler
- Sutra; Dorfoberhaupt eines kleinen lokalen Dorfs in der Nähe des Lagers
- Colonel Smedly-Taylor; ranghöchster Offizier der britischen Gefangenen
- Steven; Krankenpfleger und Homosexueller
- Sergeant Sean Jennison; ein ehemaliger Kamerad Marlowes, Transvestit und Schauspielerin im Theater des Lagers
- Kaplan Theo Drinkwater; ein Kaplan, welcher seine Assistenten ausnimmt
- Adam und Eva; Stammeltern der Rattenfarm

## Textausgaben
- Rattenkönig („King Rat“). Droemer Knaur, München 1996, ISBN 3-426-62005-7.
- King Rat. Coronet Books, Hodder & Stoughton Ltd Coronet Books, 1994, ISBN 0-340-20445-1